# Cheiramiona ansiae
Cheiramiona ansiae là một loài nhện trong họ Miturgidae.
Loài này thuộc chi Cheiramiona. Cheiramiona ansiae được miêu tả năm 2003 bởi Lotz.